# 第10回アフリカン・アメリカン映画批評家協会賞
第10回アフリカン・アメリカン映画批評家協会賞は、2012年の映画を対象としており、2012年12月17日に発表された。

## 受賞一覧
※受賞者は太字

### 作品賞トップ10
- 『ゼロ・ダーク・サーティ』
  - 『アルゴ』
  - 『リンカーン』
  - 『Middle of Nowhere』
  - 『ライフ・オブ・パイ/トラと漂流した227日』
  - 『レ・ミゼラブル』
  - 『ジャンゴ 繋がれざる者』
  - 『ハッシュパピー 〜バスタブ島の少女〜』
  - 『ムーンライズ・キングダム』
  - 『魔法の恋愛書』

### 監督賞
- ベン・アフレック - 『アルゴ』

### 主演男優賞
- デンゼル・ワシントン -『フライト』

### 主演女優賞
- エマヤツィ・コリネアルディ - 『Middle of Nowhere』

### 助演男優賞
- ネイト・パーカー - 『キング・オブ・マンハッタン 危険な賭け』

### 助演女優賞
- サリー・フィールド - 『リンカーン』

### ブレイクアウト演技賞
- クヮヴェンジャネ・ウォレス - 『ハッシュパピー 〜バスタブ島の少女〜』

### 脚本賞
- エイヴァ・デュヴァーネイ - 『Middle of Nowhere』

### 音楽賞
- 『Middle of Nowhere』

### インディペンデント映画賞
- 『Middle of Nowhere』

### ワールド映画賞
- 『最強のふたり』 フランス

### アニメーション映画賞
- 『ガーディアンズ 伝説の勇者たち』

### ドキュメンタリー映画賞
- Versailles '73: American Runway Revolution
- The House I Live In

### 特別賞
- シシリー・タイソン
- ビリー・ディー・ウィリアムズ